# A-2103

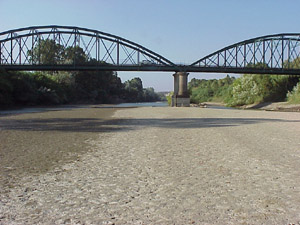
Puente de la A-2103 sobre el río Guadiaro.

La A-2103 es una carretera andaluza en la provincia de Cádiz.
La carretera comunica Guadiaro, Pueblo Nuevo de Guadiaro y San Enrique de Guadiaro entre sí, con la A-2102 y con la A-7.
La A-2103 se inicia en un cruce de la A-2102 a unos 800 metros al norte de San Enrique. Justo al empezar, un puente cruza el río Guadiaro en dirección oeste, para continuar hacia al sur en sentido Guadiaro. La barriada es cruzada por la carretera en travesía, así como Pueblo Nuevo. La carretera termina en la salida 130 de la A-7, aunque existe un ramal de servicio, paralelo a la autovía, que conecta la A-2103 con la A-2100 en Sotogrande.
- Datos: Q5653222